# Takayus fujisawai
Takayus fujisawai là một loài nhện trong họ Theridiidae.
Loài này thuộc chi Takayus. Takayus fujisawai được Hajime Yoshida miêu tả năm 2002.